# Tripp Trapp
De Tripp Trapp is een in hoogte verstelbare kinderstoel, die ook geschikt is voor volwassenen, ontworpen door de Noorse ontwerper Peter Opsvik voor Stokke AS in 1972. Opsvik zocht een oplossing voor zijn zoon Tor, die uit zijn eerste kinderstoel was gegroeid. Hij kon geen geschikte opvolg-stoel voor zijn zoon vinden, dus besloot hij er zelf een te ontwikkelen. De Tripp Trapp bracht een revolutie teweeg op gebied van kinderstoelen. Voor het eerst schoven ook de allerkleinsten op dezelfde hoogte aan tafel aan als de rest van het gezin.
De stoel bestaat uit twee opstaande delen, die de vorm hebben van een omgekeerde 7, en met elkaar verbonden worden door twee dwarsstangen, een dwarsbalkje en twee gebogen plankjes die als rugleuning dienst doen. Tussen de twee opstaande delen kan, in meerdere daarvoor aanwezige gleufjes, een tweetal planken worden geklemd, één als zitting en één als voetensteun. De stoel 'groeit mee' met het kind, doordat beide planken verplaatst kunnen worden. Voor heel kleine kinderen zijn accessoires verkrijgbaar als een veiligheidsbeugel en kussentjes.
De Tripp Trapp is een van de meest herkenbare en meest succesvolle designs uit Scandinavië. De stoelen gaan lang mee; eenmaal volwassen geven ouders ze soms door aan hun eigen kinderen.
De stoel is jarenlang zeer populair geweest en werd verkocht in meer dan 80 landen. In oktober 2016 ging de tien miljoenste Tripp Trapp over de toonbank.